# Стратт, Джедедайя
Джедедайя Стратт (англ. Jedediah Strutt) (1726 — 7 мая 1797) или Джедидайя (англ. Jedidiah), как он сам произносил — британский предприниматель из Белпера, Дербишир, Англия. Занимался промышленным производством трикотажных изделий из хлопка.
Стратт и его свояк Уильям Вуулат разработали приспособление для чулочно-ткацкого станка, позволившее производить чулки в рубчик. Их машина стала известна как рубчатая машина Дерби, и производимые таким образом чулки быстро приобрели популярность.

## Ранние годы
Джедедайя родился в Саут-Нормантон возле Алфретона в Дербишире в крестьянской семье в 1726 году.
В 1740 году он стал учеником колесника в Финдерне. В 1754 году он унаследовал небольшое животноводческое хозяйство от дяди и 1755 году в Дербишире женился на Элизабет Вуулат. Он переехал в Блэквелл, где была унаследованная им ферма, и, кроме того, создал бизнес по перевозке угля из Денби в Белпер и Дерби.

## Рубчик Дерби
Свояк Стратта, Уильям Вуулат, нанял некоего мистера Ропера из Локо, который подал идею усовершенствования чулочно-ткацкого станка для вязания ребристых чулок. Он сделал один или два образца, которые показал своим друзьям, хотя ему не хватало интереса (и капитала), чтобы развить идею. Вуулат посовещался со Страттом, который продал лошадь и купил у Ропера его изобретение за 5 фунтов стерлингов. Стратт и Вуулат превратили устройство в работоспособную машину, которая в итоге была запатентована в 1759 году.
Их машина стала известна как «Derby Rib», и производимые ими чулки быстро стали популярны. Хлопок был дешевле шёлка и удобнее шерсти, но спрос значительно превышал предложение.

## Хлопчатобумажная фабрика
Стратт, и другой предприниматель, Сэмюэль Нид, были представлены Ричарду Аркрайту во время его приезда в Ноттингем примерно в 1768 году, и приспособили его прядильную машину для вращения силой лошади, с намерением построить фабрику, но лошади были признаны неудовлетворительным источником силы. В Дерби Джон Ломбе построил успешную шёлкопрядильную фабрику с использованием энергии воды. Стратт и Нид присоединились к Аркрайту в строительстве хлопчатобумажной фабрики в Кромфорде, используя то, что теперь называется водяным станком Аркрайта. Он был первым в своём роде в мире, положив, тем самым, начало промышленной революции.
В 1777 году Стратт купил землю для своего первого завода в Белпере, который в то время был деревушкой вязальщиц и прядильщиков. В 1781 году он купил у Вальтера Матера старую кузницу на Макени у Милфордского моста. Фабрика в Белпере была открыта в 1778 году, в Милфорде — в 1782 году. Для каждой фабрики Стратт построил длинные ряды домов для работников, и обе эти фабрики сегодня являются частью объекта Всемирного наследия ЮНЕСКО.
Со временем, количество фабрик Стратта выросло до восьми, население Белпера к середине XIX века достигло 10 тысяч человек, что сделало его вторым по величине городом в стране.
Джедедайя умер в 1797 году и был похоронен в униатской часовне в Филд-Роу, Белпер.

## Семья
Стратт был вторым сыном Уильяма Стратт из Саут-Нормантона и Марты Стэтхэм из Шоттла, Дербишир, Англия. В 1755 году он женился на Элизабет Вуулат, у них было пятеро детей. Элизабет умерла в Лондоне в 1774 году. В 1781 году Стратт женился еще раз, на Энн Кантрелл, вдове Джорджа Дэниелса из Белпера. Общих детей у них не было.
Дети Джедедайи и Элизабет:
- Уильям (1756—1830)
- Элизабет (1758—1836).
- Марта (1760—1783).
- Джордж Бенсон (1761—1841).
- Джозеф Стратт.